# Operation Tidal Wave

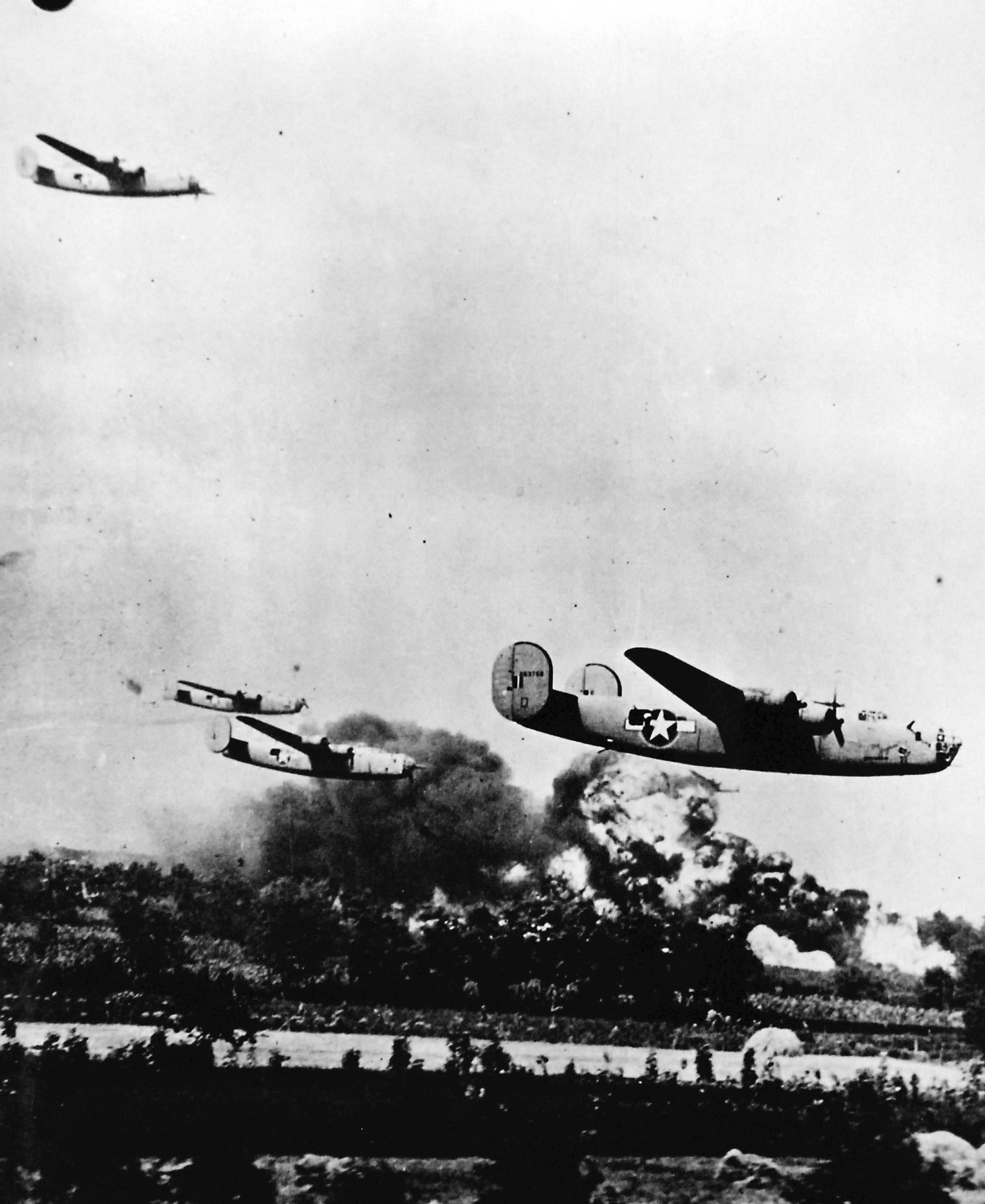
B-24 Liberator Bomber im Tiefflug über Ploiești, August 1943

Die Operation Tidal Wave (engl. „Flutwelle“) war einer der Luftangriffe auf Ploiești im Zweiten Weltkrieg.
Am 1. August 1943 starteten 177 B-24 Liberator-Bomber der USAAF zu einem Luftangriff, um die dortigen vom Deutschen Reich kontrollierten Ölförderanlagen und Erdölraffinerien zu zerstören oder zu beschädigen, damit die Wehrmacht weniger Treibstoff und andere Öle bekam.
Nach dem ersten amerikanischen Angriff am 6. Juni 1942 war in Ploiești eine starke rumänisch-deutsche Flugabwehr aufgebaut worden. Die Flugabwehr schoss über 50 der US-Bomber ab; der Angriff hatte „keine Einschränkung der allgemeinen Produktion“ zur Folge.

## Geschichte

### Vorgeschichte
Ploiești war seit dem 19. Jahrhundert bekannt für seine Ölfelder. Unter amerikanischer Mitwirkung wurde hier zwischen 1856 und 1857 die erste große Ölraffinerie der Welt erbaut. Für das Deutsche Reich war Ploiești im Zweiten Weltkrieg eine der wichtigsten Rohölquellen. Die Ölindustrie Ploieștis entwickelte sich zu einer unter deutscher Vorherrschaft stehenden Kriegsindustrie, die hauptsächlich der Treibstoffversorgung der Wehrmacht diente.
Alliierte Wirtschaftanalytiker befürworteten einen Angriff gegen das Zentrum der rumänischen Erdölindustrie. Am 12. Juni 1942 hatten bereits 13 B-24-Bomber Raffinerien in Ploiești bombardiert. Obwohl der amerikanische Angriff als Fehlschlag gewertet wurde, hatte sowohl die rumänische als auch die deutsche Führung die von Luftangriffen auf Ploiești ausgehende Gefahr erkannt. Bis zum Angriff wurde die Luftverteidigung um die Stadt mit 237 Flugabwehrkanonen aller Kaliber, mehreren hundert Maschinengewehren, Sperrballons und Jagd- und Nachtjagdgeschwadern, zusammengefasst unter dem Jagdfliegerführer Rumänien, mit 89 deutschen und rumänischen Jagdflugzeugen umfassend verstärkt. Die schwache Gegenwehr der deutsch-rumänischen Luftabwehr bei dem ersten Angriff 1942 ließ die US-Führung vermuten, dass die Ölanlagen in Ploiești erfolgreich im Tiefflug angeflogen und zerstört werden könnten.

### Planungen
Bei der Operation Tidal Wave unter dem Kommandeur der 9th Air Force General Lewis H. Brereton im libyschen Bengasi sollte das Überraschungsmoment der entscheidende Vorteil für das Abwerfen einer Bombenlast von über 300 Tonnen sein; die amerikanischen Erwartungen waren hoch. Um die Raffinerien in Ploiești mit Bodentruppen auszuschalten, nahm Brereton die Notwendigkeit einer gewaltigen Invasion an, die bis zu einem Jahr andauern konnte. Ein klassischer strategischer Einsatz mit Langstreckenbombern hingegen konnte mit weniger Mann und Material „den Job in einem Tag erledigen“.
Ploiești war zu weit von Großbritannien entfernt; ein Angriff westalliierter Luftstreitkräfte von dort war unmöglich. Von Bengasi in Libyen konnten die Liberators das Zielgebiet gerade noch erreichen. Aufgrund der großen Entfernung konnten die Bomber aber nicht von eigenen Begleitjägern gesichert werden; ihr einziger Schutz war ihre aus je zehn 12,7-mm-Maschinengewehren bestehende Abwehrbewaffnung.
Der ehemalige Jagdflieger Colonel Jacob Smart hatte den Plan ausgearbeitet, die Raffinerien im Tiefflug zu bombardieren. Ein Angriff hochfliegender Bomber hätte die Abwehr des Feindes frühzeitig alarmiert und die Abwurfgenauigkeit der Bomben vermindert. Nach Smarts Plan sollten die Liberators durch den Tiefflug die gegnerische Ortung unterlaufen und das Überraschungsmoment nutzen. Die Treffsicherheit war darüber hinaus im Tiefflug ungleich höher als bei einem aus größerer Höhe geflogenen Einsatz. Die Bomberbesatzungen hatten das anhand eines in Libyen aufgebauten maßstabgetreuen Modells von Ploiești oft geübt. Alle Besatzungen erhielten zur Vorbereitung Karten des Zielgebietes; die Anflug- und Rückflugmöglichkeiten wurden immer wieder erläutert.
Winston Churchill war von den US-Plänen freudig überrascht und unterstützte diese Initiative. Militärexperten der Royal Air Force sahen den geplanten Anflug in niedriger Höhe eher kritisch und sagten aufgrund der ihnen bekannten Fortifizierung Ploieștis schwere Verluste bei dem Einsatz voraus.

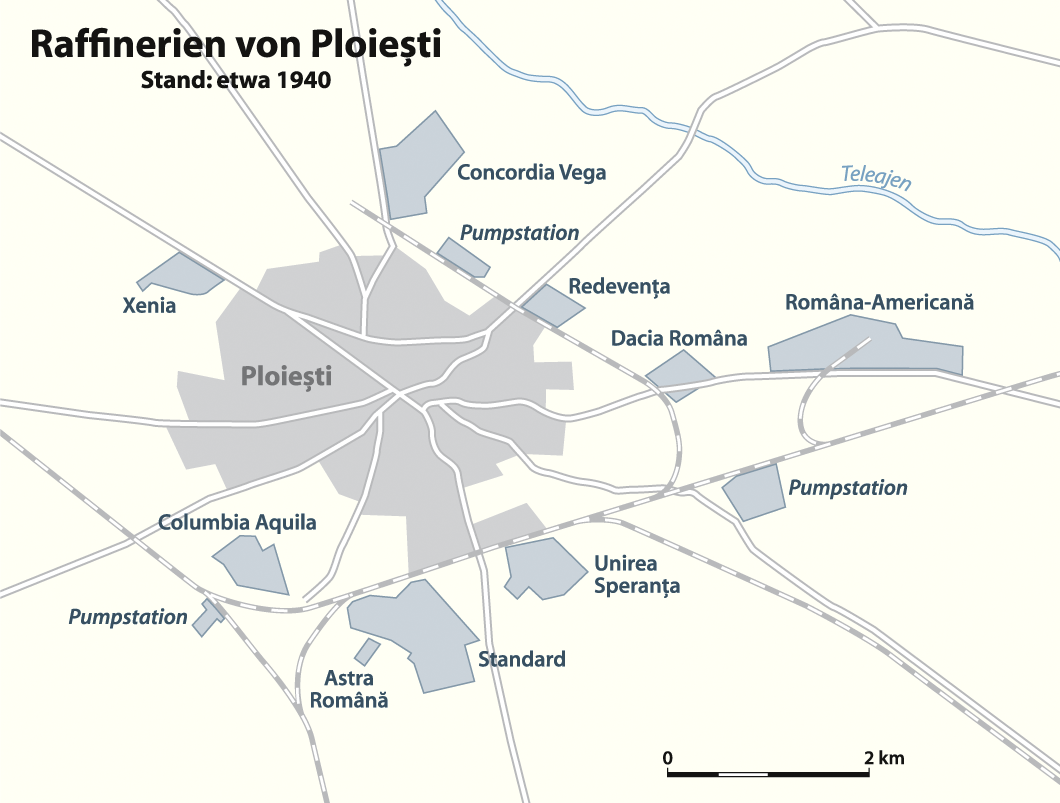
Karte der Raffinerien in der unmittelbaren Umgebung Ploieștis um 1940

Die 9th Air Force verfügte größtenteils über ausrangierte B-24-Bomber der 8th Air Force und musste diese vor dem Einsatz überholen. Zur Erhöhung der Reichweite wurden zusätzliche Treibstofftanks in einen Teil der Bombenschächte eingebaut, daher konnten die Flugzeuge nur eine Bombenlast von je zwei Tonnen aufnehmen. Das vorgeschriebene maximale Startgewicht der Flugzeuge wurde trotzdem überschritten. Der Verband bestand aus den Gruppen Eight Balls (44th Bombardment Group), Travelling Circus (93rd Bombardment Group), Sky Scorpions (389th  Bombardment Group) der 8th Air Force, die mit neuwertigen Liberators ausgestattet waren, und zwei Gruppen mit den Namen Liberando (376th  Bombardment Group) und Pyramiders (98th Bombardment Group) der 9th Air Force, die mit alten Liberators ausgestattet war.
Die Besatzungen wurden mehrere Wochen für den Einsatz trainiert. Die Taktik des Tiefangriffs wurde bei Angriffen auf italienische Stützpunkte geprobt. Auch an einem in Libyen aufgebauten Modell von Ploesti mit seinen Raffinerien in Originalgröße wurde geprobt.
Am Abend des 31. Juli 1943 fand unter der Leitung von Lewis Brereton die letzte Einsatzbesprechung statt. Die Besatzungen wurden nachdrücklich auf die Bedeutung ihres Einsatzes hingewiesen. Die Fluggruppen erhielten ihre Befehle zur Zerstörung der folgenden Raffinerien:
- White 1 – Româno-Americană
- White 2 – Vega, Concordia
- White 3 – Orion, Speranța, Standard, Petrol Block
- White 4 – Astra Română
- White 5 – Columbia Aquila
- Blue – Creditul Minier
- Red – Steaua Româna, Câmpina

### Einsatz

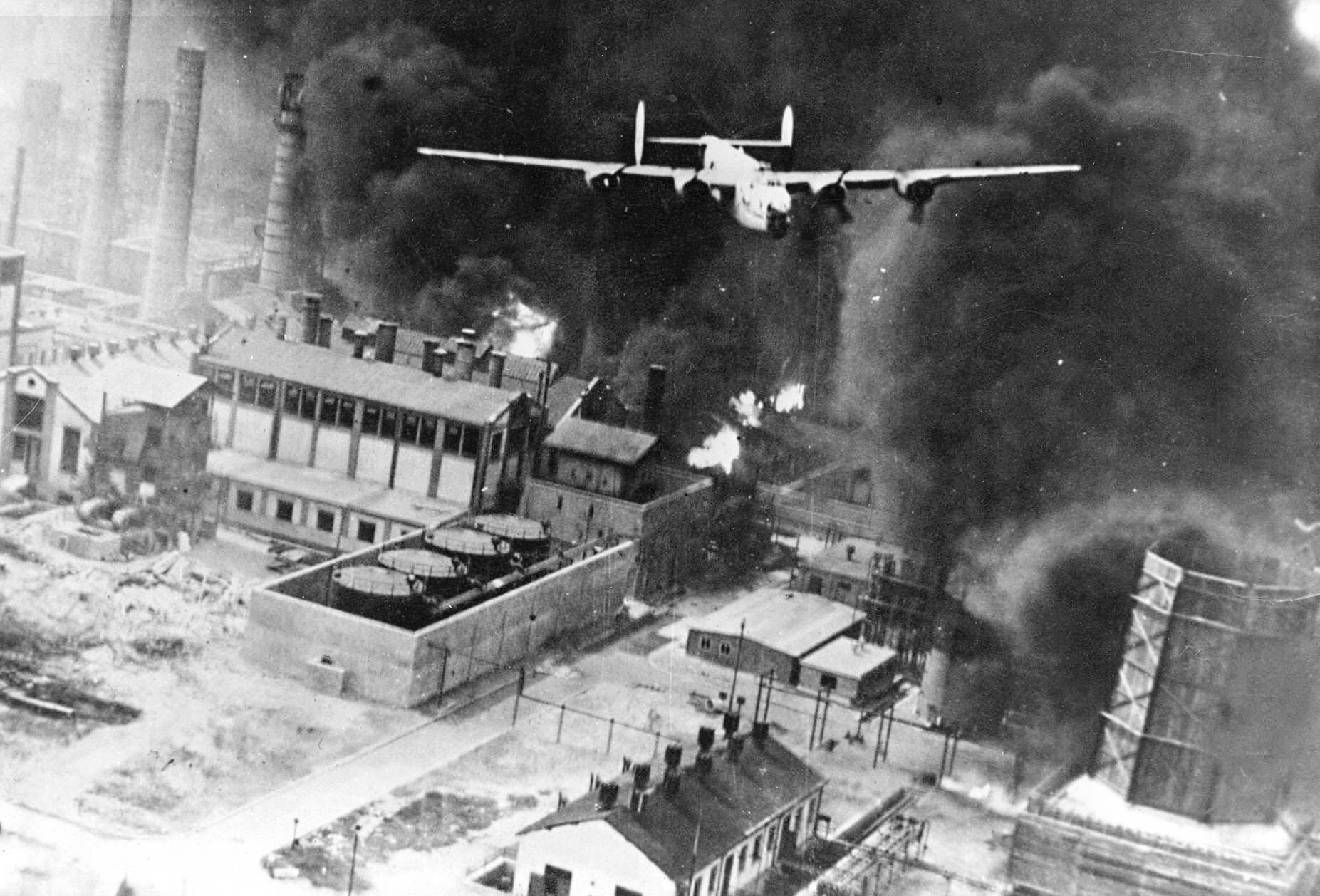
Ein B-24 Bomber beim Flug über eine brennende Raffinerie, Ploiești, 1. August 1943

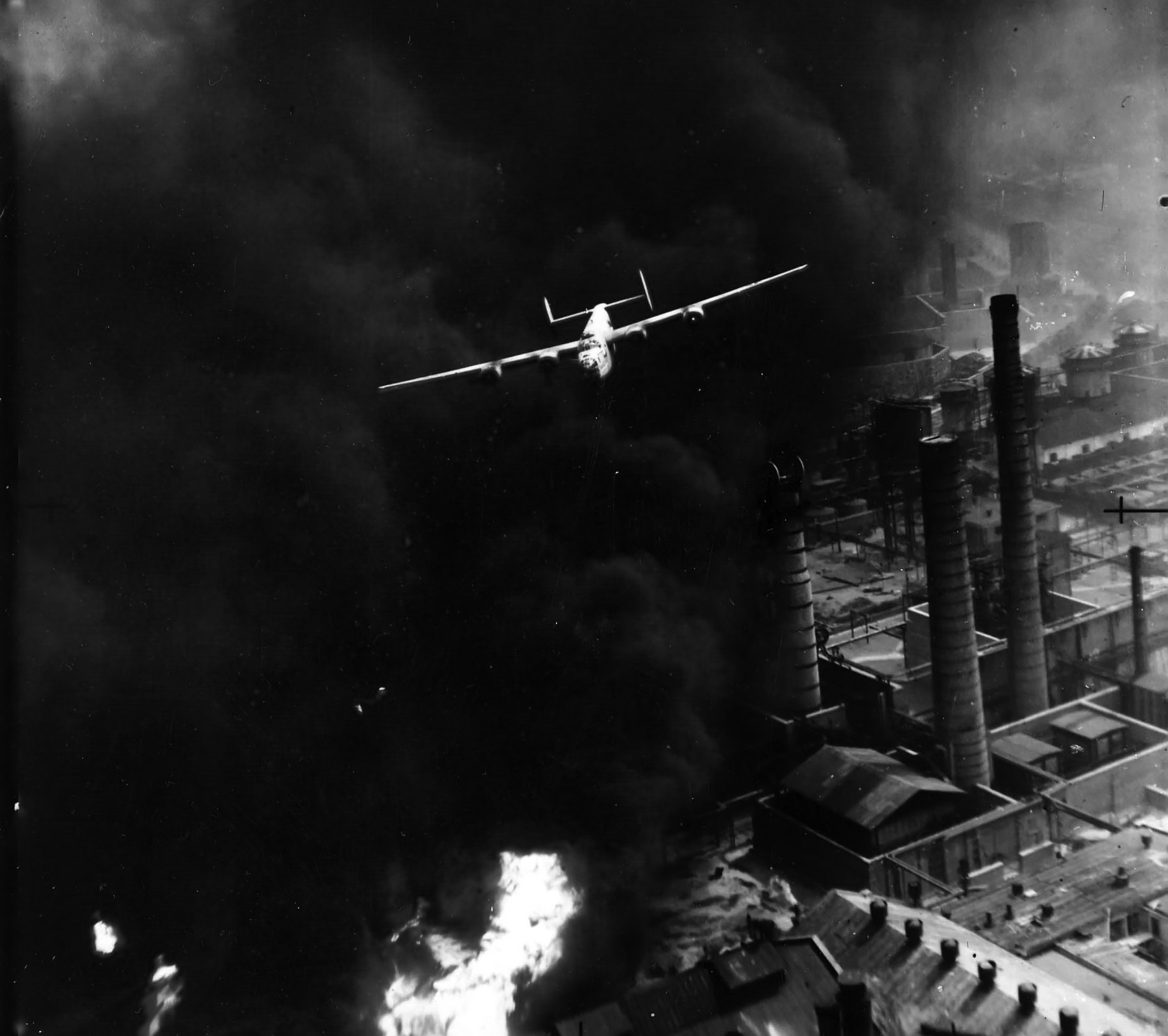
B-24 Bomber beim Angriff auf die Raffinerie Astra Română, Ploiești, 1. August 1943

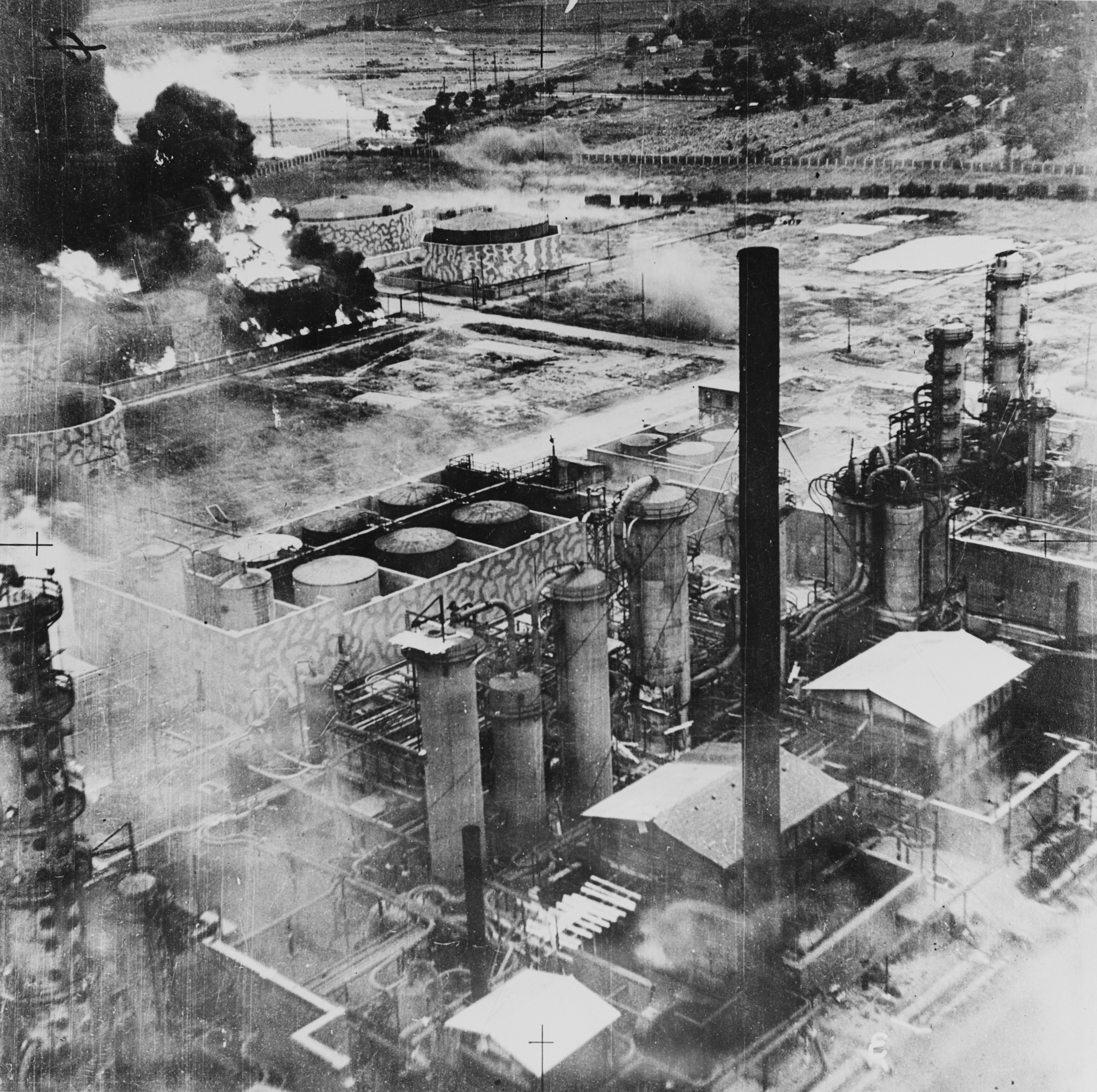
Öltanks der Raffinerie Columbia Aquila brennen nach der Operation Tidal Wave am 1. August 1943

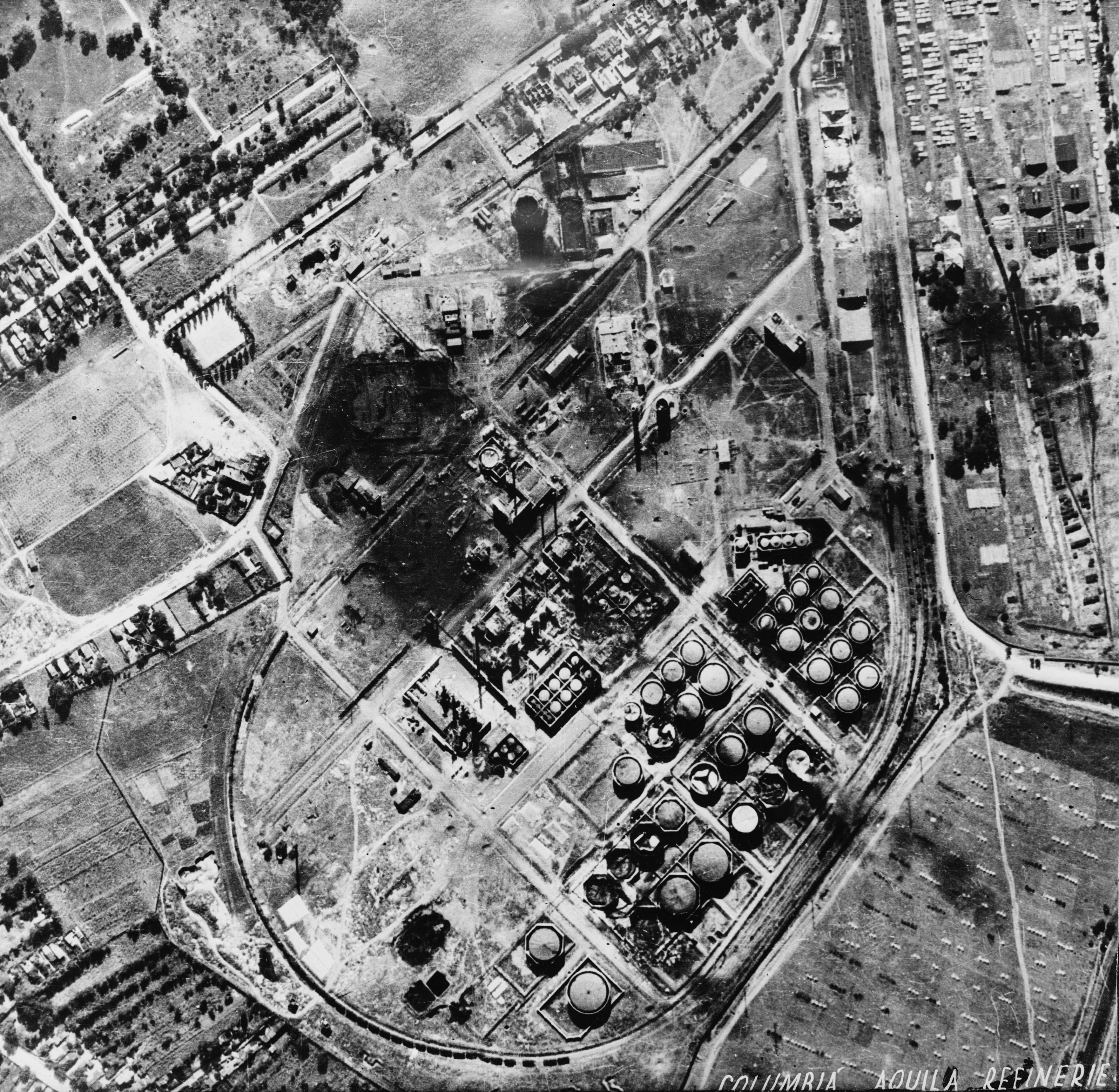
Raffinerie Columbia Aquila, 1943

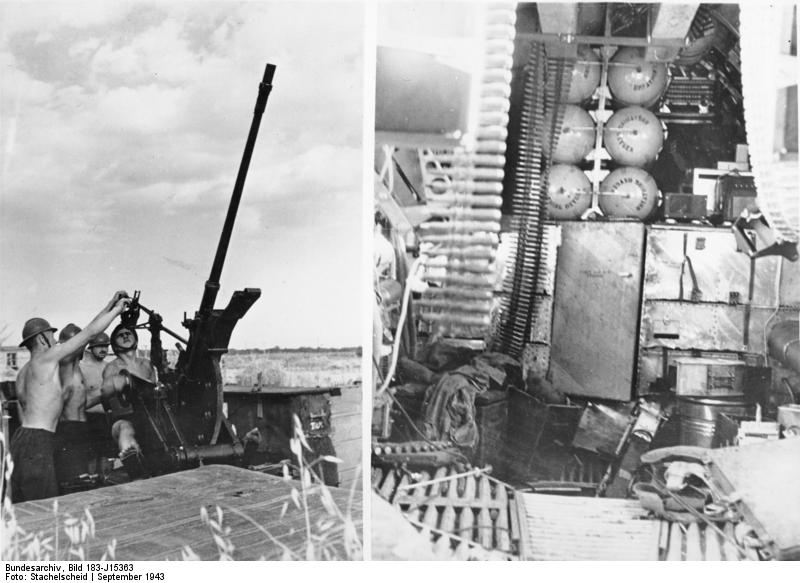
Ploiești, rumänische Flak und abgeschossener Bomber, 1943

Am 1. August 1943 starteten um 6 Uhr morgens in Abständen von zwei Minuten insgesamt 178 Maschinen mit 1765 Mann Bordbesatzung. Die bereits aufgestiegenen Maschinen kreisten in einer Warteschleife, bis der Verband komplett in der Luft war. Bei einer Maschine fiel nach dem Start ein Motor aus. Bei der Landung auf dem Flugplatz berührte sie einen Telegrafenmast und explodierte. Damit befanden sich 177 Flugzeuge auf dem sieben Stunden dauernden Anflug auf das Zielgebiet. Die ersten drei Stunden des Fluges führten über das Mittelmeer. Über den gesamten Verband war eine absolute Funkstille verhängt worden, um eine Funkanpeilung der Maschinen durch den Gegner zu verhindern. Der Abstand zwischen den Gruppen sollte während des Anflugs etwa 500 Meter betragen, aber schon bald konnte die 98th Bombardment Group nicht mehr mithalten und fiel immer weiter zurück.
Als sich die Liberators der Insel Korfu näherten, stürzte plötzlich die Führungsmaschine mit dem Chefnavigator an Bord aus unbekannten Gründen ins Meer. Eine weitere Maschine suchte nach Überlebenden und flog später nach Libyen zurück. Weitere zehn Flugzeuge mussten wegen Motorproblemen noch über dem Meer umkehren.
Der Verband flog nun führungslos seinem Ziel entgegen, bis sich schließlich eine B-24 mit einem jungen und noch unerfahrenen Navigator zur weiteren Führung an die Spitze des Verbandes setzte. Über der albanischen Küste löste sich der Verband endgültig in zwei Teile auf; der Abstand zwischen beiden Gruppen betrug nun 100 km. Damit konnte kein gemeinsamer geordneter Zielanflug mehr durchgeführt werden. Insgesamt erfolgte dreimal ein Wechsel in der Verbandsführung.
Die Liberators wurden bereits über dem Mittelmeer von einem deutschen Schiff und über Korfu von einem Luftraumbeobachter gesichtet. Über Albanien wurden sie von einem den alliierten Geheimdiensten nicht bekannten deutschen Lauschposten bei Athen erfasst. Die deutsche Seite war nun darüber informiert, dass ein großer Bomberverband in Nordafrika aufgestiegen war, und hatte das an die zuständigen Stellen weitergemeldet. Aus den nun vorliegenden Informationen konnte ein ungefährer Kurs abgeleitet werden, obwohl das eigentliche Ziel immer noch unbekannt war. Mittlerweile war die aus zwei Gruppen bestehende erste Abteilung über einem Navigationspunkt südwestlich von Belgrad angekommen; ab hier begann der Anflug auf Ploiești. Die Maschinen gingen, ohne auf die zweite Abteilung zu warten, in den Tiefflug über, wodurch die deutschen Leitstellen die Ortung verloren.
Nach dem Überfliegen der Donau wurden die Angreifer von einem rumänischen Aufklärungsflugzeug ausgemacht. Allmählich begann die deutsche Führung das mögliche Ziel zu erahnen und traf Vorsichtsmaßnahmen für die betroffenen Gebiete. In Ploiești wurden alle Truppen in höchste Alarmbereitschaft versetzt und die Flakgeschütze einsatzbereit gemacht. Sperrballone zur Abwehr von Tieffliegern wurden aufgelassen. Nur die Verbände, welche mit Nebelsäure künstlichen Nebel erzeugen sollten, wurden nicht informiert. Daher wurde mit der Einnebelung der Raffinerien erst während des Luftangriffs begonnen und diese Verteidigungsmaßnahme blieb praktisch wirkungslos. Auf den nahegelegenen Flugplätzen standen insgesamt 69 deutsche Abfangjäger zum Alarmstart bereit.
Für eine sichere Zielfindung mussten die drei rumänischen Städte Pitești, Târgoviște und Florești erkannt werden; erst dann konnte der Anflug auf Ploiești beginnen. Ungefähr 80 km vor Ploiești überflogen die Liberators die kleine Stadt Pitești, ihren ersten Orientierungspunkt. Die Orientierungspunkte Târgoviște und Florești waren wegen ihrer geringen Größe schwer auszumachen. Nach einem Navigationsfehler drehte die 93. Bombergruppe in Richtung der Hauptstadt Bukarest ab.
Damit war nun der Verband in drei Teile zerrissen. Die erste Gruppe flog wie geplant nach Ploiești, die zweite Gruppe gegen Bukarest, und die dritte Gruppe hinkte der ersten mit mehr als 100 km Abstand hinterher. Kurz nach der Teilung der Gruppen wurde nun auch die Funkstille gebrochen. Einige Piloten hatten bemerkt, dass ihr Führer einen falschen Kurs eingeschlagen hatte, und versuchten ihn auf seinen Irrtum aufmerksam zu machen. Er flog jedoch davon unbeeindruckt weiter und gab keine Antwort. Erst als er die Außenbezirke von Bukarest erreichte, korrigierte er seinen Fehler und flog in Richtung Ploiești zurück. Der Anflug auf das Ziel erfolgte nun nicht in geschlossener Formation, sondern in drei Schüben. Damit war für über zwei Drittel der Maschinen der Überraschungseffekt zunichtegemacht. Die deutsche Flugabwehr konnte sich auf die nacheinander anfliegenden Gruppen einstellen und sie mit Flakfeuer empfangen.
Im Hauptquartier der Luftwaffe wurden inzwischen die auf Bukarest anfliegenden Bomber gemeldet. Daraufhin wurden rumänische Jagdflugzeuge zur Verteidigung ihrer Hauptstadt und die deutschen Jagdflugzeuge zum Schutz von Ploiești eingeteilt. Die deutsche Führung war nun der Meinung, dass die Amerikaner mit einigen Maschinen einen Angriff auf Bukarest vortäuschten, während die Hauptstreitmacht Ploiești als eigentliches Ziel angreifen würde. Insgesamt 69 Jäger vom Typ Messerschmitt Bf 109 starteten nun von verschiedenen Flugplätzen, um die feindlichen Bomber abzufangen. Erst als sie bereits in der Luft waren, erfuhren sie von dem Angriff der Liberators auf Ploiești.
Die erste Gruppe der Liberators war nun mit 34 Maschinen kurz vor dem Ziel. Sie flogen in nur etwa 15 Metern Höhe mit etwa 400 km/h in Richtung Ploiești. Bei dieser ersten Angriffswelle wurden Teile der Raffinerien getroffen. Mehr als 30 Liberators wurden von Flakgranaten in der Luft zerrissen oder stürzten brennend zu Boden. Deutsche Jagdflugzeuge beschossen die verbleibenden B-24 und schossen zwei von ihnen ab.
Die deutsche Jägerleitstelle hatte zwischenzeitlich auch die dritte Gruppe erfasst und meldete sie an die Jagdflugzeuge. Diese drehten daraufhin von den restlichen Maschinen der ersten Gruppe ab und begaben sich auf einen Abfangkurs in Warteposition, um die dritte Gruppe im Anflug auf das Abwurfgebiet in Empfang nehmen zu können. Tatsächlich erschien aber zunächst nur eine einzelne B-24 aus südwestlicher (und nicht wie eigentlich geplant aus nordwestlicher) Richtung. Es war ein Nachzügler der ersten Gruppe. Diese Maschine hatte rechtzeitig den Navigationsfehler der zweiten Gruppe erkannt und war nicht in Richtung Bukarest abgedreht. Sie flog mit einigen weiteren Maschinen der ersten Gruppe hinterher, verlor aber wegen ihrer zu niedrigen Geschwindigkeit den Kontakt zu ihnen. Diese Maschine griff nun das Ziel alleine an, wobei ihr dichtes Abwehrfeuer entgegenschlug. Sie erhielt eine Vielzahl von Treffern. Die Besatzung entledigte sich der Bombenlast in einem Notabwurf und drehte von Ploiești ab. Am Rand des Flaksperrgürtels wurde die Maschine von einem deutschen Jäger abgeschossen.
Die dritte Gruppe mit ihren 77 Liberators befand sich zu dieser Zeit noch über dem dritten Markierungspunkt Florești und machte wie vorgesehen eine Wendung um 90° nach Südosten in Richtung Ploiești. Als Bodenorientierung diente ihnen dabei die Bahnstrecke Florești – Ploiești. Nach dem ersten Luftalarm hatte die deutsche Seite auf dieser Bahnstrecke einen getarnten Flakzug aufgestellt. Die Liberators gerieten auf ihrem Flug entlang dieser Strecke in schweres Flakfeuer vieler verschiedener Waffen; mehrere von ihnen wurden abgeschossen. Mit ihren Bordwaffen beschossen die Liberators den Flakzug und beschädigten ihn dabei so, dass er fahruntüchtig liegen blieb. Kurz darauf erreichten die verbliebenen Bomber der dritten Gruppe ihr Zielgebiet. Ein Teil der abgeworfenen Bomben der ersten Gruppe hatte Zeitzünder; gerade als die Liberators der dritten Gruppe die Abwurfstellen dieser Bomber überflogen, explodierten diese und beschädigten dadurch einige der eigenen Maschinen. Zudem beeinträchtigten die Rauchschwaden der Bombenabwürfe der ersten Gruppe die Orientierung der dritten Gruppe.
Die Bomben der dritten Gruppe wurden zwar im Zielgebiet abgeworfen, trafen aber nicht ihre vorgesehenen Ziele. Ihre Wirkung war gering bis bedeutungslos. Kurz bevor die Liberators der dritten Gruppe nun das Zielgebiet verließen, tauchte plötzlich in den umherziehenden Rauchschwaden die aus Bukarest kommende zweite Gruppe auf. Diese Maschinen befanden sich exakt auf Gegenkurs, wodurch beide Gruppen fächerartig ineinander flogen. Durch das Geschick der Piloten wurden Zusammenstöße jedoch vermieden. Die deutsche Abwehr hielt dieses Flugmanöver für einen ausgeklügelten taktischen Schachzug der Bombergruppen. Als die Bomber schließlich den äußeren Flaksperrgürtel der Stadt überflogen, wurden sie nochmals dezimiert: wartende deutsche Jäger griffen sie aus großer Höhe an und schossen einige Bomber aus dem Verband.
Die übriggebliebenen B-24 versuchten nun, sich den Weg über das noch zu überfliegende rumänische Gebiet freizukämpfen. Eine Maschine fiel dabei weit zurück, da sie nur noch mit einer Geschwindigkeit von 200 km/h fliegen konnte. Der Pilot änderte daher seinen Kurs, um den britischen Stützpunkt auf Zypern zu erreichen. Um über das Balkangebirge zu kommen, warfen sie Bordwaffen und anderen Ballast ab. Bei der Landung der Maschine brach das Bugrad; die Besatzung kam nicht zu Schaden.
Auf dem Rückflug wurden 44 B-24 von der Luftverteidigung abgeschossen. Eine stürzte über dem Mittelmeer ab, einige landeten in der neutralen Türkei (wo die 78 Besatzungsmitglieder interniert wurden) oder auf Zypern. Ein B-24-Bomber landete 14 Stunden nach dem Abflug mit 365 Einschusslöchern in Libyen.

## Einsatz der bulgarischen Luftwaffe
Auf seinem Flug über Bulgarien wurde der Bomberverband von einer Staffel mit zehn Messerschmitt Bf 109 sowie sechs Avia B-534 angegriffen, die von den Flughäfen Vrashdebna bei Sofia und Karlowo aufgestiegen waren. Aufgrund der schwachen Bewaffnung der Avia B-534 (vier 7,92-mm-Maschinengewehre) erlitten die Amerikaner nur wenige Totalverluste; jedoch waren viele Einschusslöcher und Verletzte die Folge.
Die bulgarischen Piloten Peter Bochew (fünf Luftsiege), Tschudomir Toplodolski (vier Luftsiege), Stojan Stojanow (fünf Luftsiege) und Hristo Krastew (ein Luftsieg) erzielten dabei die ersten Abschüsse des Krieges für die bulgarische Luftwaffe. Sie wurden von Zar Boris III. mit dem Militärorden für Tapferkeit ausgezeichnet, der seit 25 Jahren zum ersten Mal verliehen wurde. Vier Wochen später verlieh man ihnen Eiserne Kreuze mit persönlicher Urkunde im Namen Adolf Hitlers.
Durch Notabwürfe von Bomben auf Sekundärziele wurden die Städte Bjala, Russe, Boitschinowzi, Weliko Tarnowo, Plowdiw, Lom und Oak-Tulowo sowie Dörfer Drenta und Elena beschädigt.

## Bewertung
In der relativ kurzen, aber heftigen Luftschlacht starben auf der Seite der Deutschen und der Rumänen 101 Soldaten, 97 weitere wurden verwundet. Unter der Zivilbevölkerung gab es 101 Tote und 238 Verwundete. Die Alliierten verloren 54 Flugzeuge und 446 Soldaten (133 wurden verwundet, und 108 Soldaten gerieten in Gefangenschaft). Nur 88 Flugzeuge kehrten nach Bengasi zurück, wovon zwei Drittel stark beschädigt waren. Es waren die schwersten Verluste, die die Alliierten während des bisherigen Krieges bei einem Luftangriff erlitten.
Einige der Ziele wurden bei dem Angriff nicht getroffen. Die Gruppe Liberando verfehlte das Ziel White 1 komplett. Dieser Umstand bestärkte Joseph Goebbels in seiner Ansicht, die amerikanischen Luftstreitkräfte hätten die Anlagen der amerikanischen Standard Oil ausgespart und stattdessen nur britische, belgische und französische Vermögenswerte angegriffen. Die Ziele Red und White 4 wurden getroffen und wiesen danach einen Zerstörungsgrad von 20 bis 30 Prozent auf, beim Ziel Blue lag er bei 75 Prozent. Die Destillationskapazität der Raffinerien sank nach den Luftangriffen auf 40 Prozent, allerdings gelang es den rumänischen Arbeitern und etwa 10.000 Zwangsarbeitern, die Anlagen bis zum 18. August wieder so instand zu setzen, dass die Produktion wieder auf 80 Prozent des Standes vor dem Angriff ansteigen konnte, wozu auch die Nutzung von vorher brachliegenden Kapazitäten beitrug. Trotz der Vernichtung von 52.537 Tonnen an Ölvorräten konnten 121.265 Tonnen gerettet werden. Der finanzielle Gesamtschaden wurde mit sechs Milliarden Lei (26,4 Millionen US-Dollar im Wert von 1942, etwa 360 Millionen US-Dollar im Wert von 2011) beziffert.
Nach der Operation Tidal Wave gab der Leiter des Oberkommandos der Wehrmacht Generalfeldmarschall Wilhelm Keitel wiederholt Anweisungen zu Maßnahmen, die Auswirkungen von alliierten Bombardierungen minimieren sollten. Die deutsche Präsenz in Ploiești erhöhte sich dadurch, es wurden ein zusätzliches Jagdfliegergeschwader und eine weitere Einheit von schweren Flugabwehrkanonen (10,5 cm bis 12,8 cm), eine Tarnungsbrigade zur Herstellung von künstlichem Nebel und einige Radarstationen in Stellung gebracht.
Die Einschätzungen des US-Armeegeheimdienstes über die Wirksamkeit der Operation Tidal Wave waren in seinem ersten Bericht überaus optimistisch, wurden aber nach Einsicht von stereoskopischen Aufnahmen des Einsatzgebietes „neu interpretiert“. Auf Grund der starken Verteidigung vor Ort und der damit verbundenen zu erwartenden hohen Verluste bei Angriffen sowie der langen und schwer zu sichernden Flugroute von Afrika nach Rumänien wurden bis zum April 1944 weitere amerikanische Luftangriffe auf das rumänische Erdölgebiet eingestellt. Der 1. August 1943 erhielt später den Beinamen Schwarzer Sonntag.
Nach dem Staatsstreich und Seitenwechsel Rumäniens ließ König Michael von Rumänien die alliierten Soldaten in rumänischer Kriegsgefangenschaft frei.
Fünf Medals of Honor, davon drei posthum, bekamen Piloten bzw. ein Co-Pilot. Dies waren die meisten Medals of Honor die jemals für einen einzelnen Einsatz der Air Force verliehen wurden. Dazu wurden zahlreiche Distinguished Service Crosses an Teilnehmer der Operation Tidal Wave verliehen.